# Англтон (Тексас)
Англтон (енгл. Angleton) град је у америчкој савезној држави Тексас. Налази се у округу Бразорија, чије је седиште. По попису становништва из 2010. у њему је живело 18.862 становника.

## Демографија
Према попису становништва из 2010. у граду је живело 18.862 становника, што је 732 (4,0%) становника више него 2000. године.
| Група             | 2000.          | 2010.          |
| Белци             | 11.452 (63,2%) | 10.277 (54,5%) |
| Афроамериканци    | 2.063 (11,4%)  | 2.345 (12,4%)  |
| Азијати           | 203 (1,1%)     | 202 (1,1%)     |
| Хиспаноамериканци | 4.205 (23,2%)  | 5.746 (30,5%)  |
| Укупно            | 18.130         | 18.862         |